# 洛文頓 (伊利諾伊州)
洛文頓（英語：Lovington）是位於美國伊利諾伊州莫爾特里縣的一個村落。

## 地理
洛文頓的座標為39°42′50″N 88°38′5″W / 39.71389°N 88.63472°W，而該地最高點為海拔高度206米（即676英尺）。

## 人口
根據2010年美國人口普查的數據，洛文頓的面積為2.09平方千米，當中陸地面積為2.09平方千米，而水域面積為0.00平方千米。當地共有人口1130人，而人口密度為每平方千米540人。